# Seznam ruských kosmických startů 2019

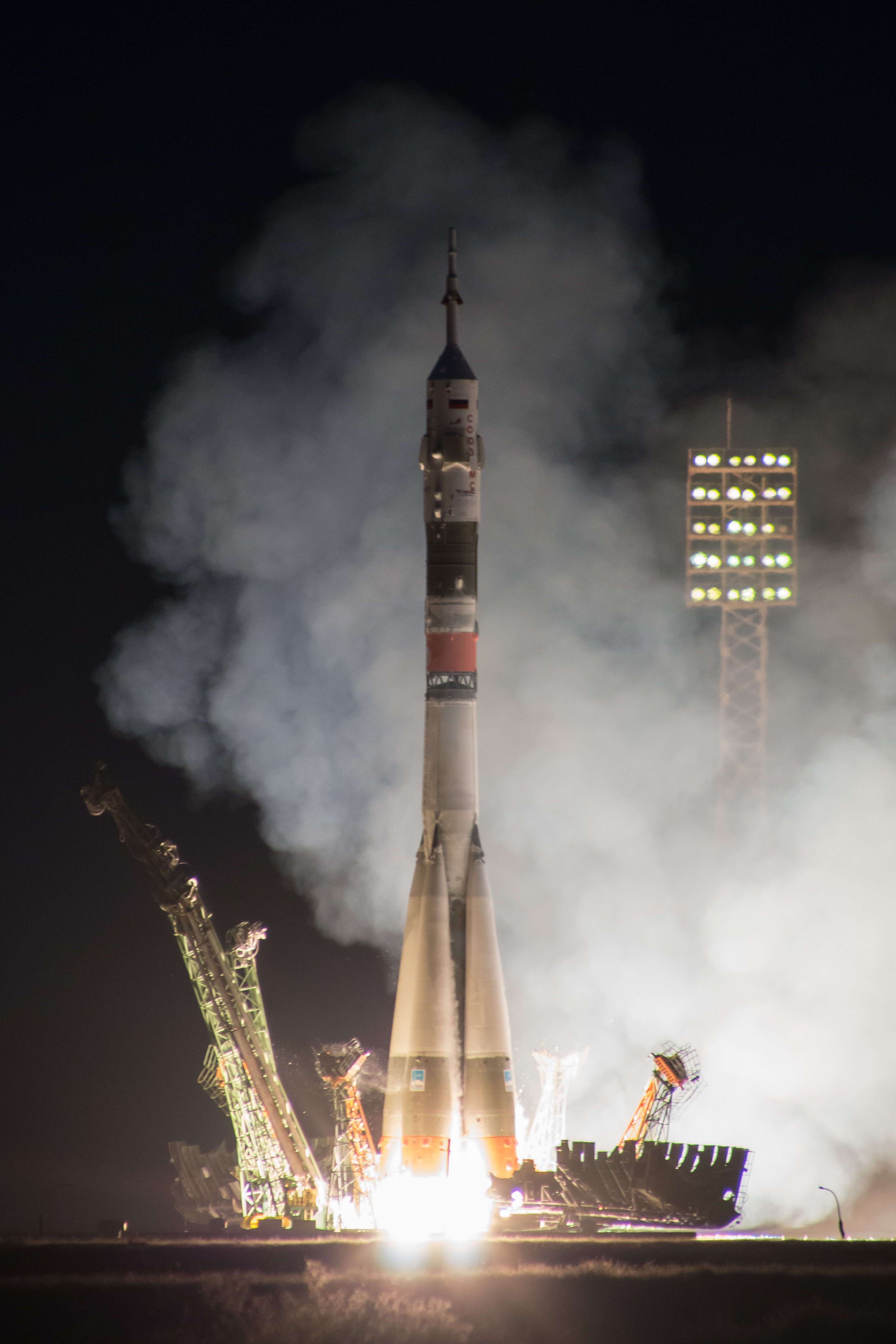
Poslední start rakety Sojuz-FG s kosmickou lodí Sojuz MS-15

Toto je seznam provedených ruských kosmických startů roku 2019.
V seznamu jsou uvedeny starty všech ruských nosných raket.
- Na tento rok je naplánovan přesun pilotovaných misí z nosiče Sojuz-FG na modernější raketu Sojuz 2.1a. Z bezpečnostních důvodů bude vyslán jeden let kosmické lodi Sojuz MS bez posádky.[1]

## Starty raket
| 2018 ← 2019 → 2020       | 2018 ← 2019 → 2020                                                  | 2018 ← 2019 → 2020 | 2018 ← 2019 → 2020 | 2018 ← 2019 → 2020                 | 2018 ← 2019 → 2020                                 | 2018 ← 2019 → 2020 |
| Datum a čas startu (UTC) | Nosič / horní stupeň                                                | Kosmodrom a rampa  | Poskytovatel       | Zákazník                           | Náklad                                             | Výsledek           |
| ------------------------ | ------------------------------------------------------------------- | ------------------ | ------------------ | ---------------------------------- | -------------------------------------------------- | ------------------ |
| 21. února 16:47          | Sojuz 2.1b                                                          | Bajkonur 31/6      | Roskosmos          | NARSS                              | Egyptsat A                                         | Úspěch             |
| 27. února 21:37          | Sojuz ST-B / Fregat-MT                                              | Kourou ELS         | Arianespace        | OneWeb                             | OneWeb #1 ×6                                       | Úspěch             |
| 14. března 19:14         | Sojuz-FG                                                            | Bajkonur 1/5       | Roskosmos          | Roskosmos                          | Sojuz MS-12                                        | Úspěch             |
| 14. března 19:14         | Pilotovaný let se třemi kosmonauty.                                 |                    |                    |                                    |                                                    |                    |
| 4. dubna 11:01           | Sojuz 2.1a                                                          | Bajkonur 31/6      | Roskosmos          | Roskosmos                          | Progress MS-11                                     | Úspěch             |
| 4. dubna 17:03           | Sojuz ST-B / Fregat-MT                                              | Kourou ELS         | Arianespace        | SES S.A.                           | O3b ×4 (FM17–FM20)                                 | Úspěch             |
| 27. května 06:23         | Sojuz 2.1b / Fregat-M                                               | Pleseck 43/4       | Kosmická vojska    | VKS                                | Glonass-M #58                                      | Úspěch             |
| 30. května 17:42         | Proton-M / Briz-M                                                   | Bajkonur 200/39    | ILS                | Gazprom kosmičeskije systěmy       | Jamal 601                                          | Úspěch             |
| 5. července 05:41        | Sojuz 2.1b / Fregat-M                                               | Vostočnyj 1S       | Roskosmos          | Roskosmos                          | Meteor-M2-2                                        | Úspěch             |
| 10. července 17:14       | Sojuz 2.1v / Volga                                                  | Pleseck 43/4       | Kosmická vojska    | VKS                                | Kosmos 2535, Kosmos 2536, Kosmos 2537, Kosmos 2538 | Úspěch             |
| 13. července 12:31       | Proton-M / DM-03                                                    | Bajkonur 81/24     | Roskosmos          | IKI RAN Max Planck Institute       | Spektr-RG                                          | Úspěch             |
| 20. července 16:28       | Sojuz-FG                                                            | Bajkonur 1/5       | Roskosmos          | Roskosmos                          | Sojuz MS-13                                        | Úspěch             |
| 20. července 16:28       | Pilotovaný let se třemi kosmonauty.                                 |                    |                    |                                    |                                                    |                    |
| 30. července 05:56       | Sojuz 2.1a / Fregat-M                                               | Pleseck 43/4       | Kosmická vojska    | VKS                                | Meridian-M 18L                                     | Úspěch             |
| 31. července 12:10       | Sojuz 2.1a                                                          | Bajkonur 31/6      | Roskosmos          | Roskosmos                          | Progress MS-12                                     | Úspěch             |
| 5. srpna 21:56           | Proton-M / Briz-M                                                   | Bajkonur 81/24     | Kosmická vojska    | VKS                                | Blagovest 14L                                      | Úspěch             |
| 22. srpna 03:38          | Sojuz 2.1a                                                          | Bajkonur 31/6      | Roskosmos          | Roskosmos                          | Sojuz MS-14                                        | Úspěch             |
| 22. srpna 03:38          | Bezpilotní let k certifikaci nosiče Sojuz 2.1a pro lety s posádkou. |                    |                    |                                    |                                                    |                    |
| 30. srpna 14:00          | Rokot / Briz-KM                                                     | Pleseck 133/3      | Kosmická vojska    | VKS                                | Geo-IK-2 #13                                       | Úspěch             |
| 25. září 13:57           | Sojuz-FG                                                            | Bajkonur 1/5       | Roskosmos          | Roskosmos                          | Sojuz MS-15                                        | Úspěch             |
| 25. září 13:57           | Pilotovaný let se třemi kosmonauty, poslední let rakety Sojuz-FG.   |                    |                    |                                    |                                                    |                    |
| 26. září 07:46           | Sojuz 2.1b / Fregat-M                                               | Pleseck 43/4       | Kosmická vojska    | VKS                                | EKS-3 (Tundra #3)                                  | Úspěch             |
| 9. října 10:17           | Proton-M / Briz-M                                                   | Bajkonur 200/39    | ILS                | Eutelsat, Northrop Grumman         | Eutelsat 5 West B MEV-1                            | Úspěch             |
| 25. listopadu 17:52      | Sojuz 2.1v / Volga                                                  | Pleseck 43/4       | Kosmická vojska    | Ministerstvo obrany Ruské federace | Kosmos 2542                                        | Úspěch             |
| 6. prosince 09:34        | Sojuz 2.1a                                                          | Bajkonur 31/6      | Roskosmos          | Roskosmos                          | Progress MS-13                                     | Úspěch             |
| 11. prosince 08:54       | Sojuz 2.1b / Fregat-M                                               | Pleseck 43/3       | Kosmická vojska    | VKS                                | Glonass-M #59                                      | Úspěch             |
| 18. prosince 08:54       | Sojuz ST-A / Fregat-MT                                              | Kourou ELS         | Arianespace        | ESA, ASI                           | CHEOPS COSMO-SkyMed                                | Úspěch             |
| 24. prosince 12:03       | Proton-M / DM-03                                                    | Bajkonur 81/24     | Roskosmos          | Roskosmos                          | Elektro-L #3                                       | Úspěch             |
| 26. prosince 23:12       | Rokot / Briz-KM                                                     | Pleseck 133/3      | Kosmická vojska    | Goněc                              | Goněc-M #24, Goněc-M #25, Goněc-M #26              | Úspěch             |